# الروض المعطار في خبر الأقطار
الرَّوْضُ المِعْطَارُ فِي خَبَرِ الأَقْطَارِ هو كتاب من تأليف عالم البلدان محمد بن عبد المنعم الحميري (ت. 900 هـ / 1495 م)
ثمة خلاف يسير في اسمه بين تنكير كلمة «روض» أو تعريفها، وكذلك بين (خبر الأقطار) أو (أخبار الأقطار) أو (ذكر الأقطار) وتتفق المخطوطات التي اعتمدها إحسان عباس وليفي بروفنسال على أنه «الروض المعطار في خبر الأقطار». ولقد حرص الحميري على أن يجعل من كتابه معجماً جغرافياً تاريخياً قاصراً اهتمامه، غالباً على الأماكن المشهورة التي تتصل بها قصة أو حكمة طريفة وصولاً إلى الخبر العجيب أحياناً.
وعلة اهتمامه بالأحداث التاريخية رغبته في تجاوز كتاب نزهة المشتاق في اختراق الآفاق للإدريسي ومع هذا فقد بقي ظل «نزهة المشتاق» واضحاً في كتابه. وقد رتب الحميري «روضه» على حروف المعجم حسب ترتيبها المشرقي، وساير الترتيب المغربي في داخل الحرف الواحد ومع حرصه الشديد على الإيجاز إلا أن اعتماده النقل بدلاً من التجربة الشخصية، جعلت قيمته لا تتعدى تكرار الموجود في المصادر السابقة عليه. ولكن بفقدان بعضها بقي (الروض) هو المعول عليه في بعض حوادث القرن السابع الهجري، إلى أن يتم العثور على بعض مصادره الأصلية. وجل الحوادث التي ذكرها الحميري في كتابه لا يتجاوز القرن السابع ما خلا حادثة واحدة في مادة (أيلة) تتجاوز المئة السابعة، إلى العاشرة. وفي ثبوت نسبتها إلى الحميري شك كبير، ولقد توفرت للكتاب طبعة علمية محققة قام بها إحسان عباس واستهلها بمقدمة تفصيلية عن المؤلف وعن الكتاب.

## نبذة عن الكتاب
"الروض المعطار" هو معجم جغرافي تاريخي يُرتب فيه المؤلف المعلومات حسب الحروف الأبجدية، معتمدًا ترتيبًا مزيجًا بين الترتيب الشرقي والمغربي. يضم الكتاب أسماء المدن، الأقاليم، والبلدان، مع سرد موجز للأحداث التاريخية، والحكايات، والقصص الطريفة المرتبطة بتلك الأماكن. يركز الحميري على نقل الأخبار والحكايات التي تعكس جوانب اجتماعية وسياسية ودينية، ويرتبط ذلك ارتباطًا وثيقًا بالموروث الشعبي والتقاليد المحلية.
يحاول الحميري في كتابه أن يكمل ويحدث على أعمال سابقة، وخاصة كتاب "نزهة المشتاق في اختراق الآفاق" للجغرافي الإدريسي. ورغم أنه يعتمد بشكل كبير على النقل من المصادر السابقة، فإن انتقائه للأخبار والتواريخ وإضافته لبعض الحكايات والأحداث الطريفة أعطى العمل طابعًا خاصًا ومميزًا.

## المؤلف وسياق الكتاب
محمد بن عبد المنعم الحميري هو عالم جغرافيا وتاريخ من المغرب، عاش في فترة ضعف الإمبراطوريات الإسلامية، حيث بدأت القوى الأوروبية تتوسع، وكان ذلك الوقت مليئًا بالتغيرات السياسية والاجتماعية التي انعكست على العالم الإسلامي.
توفي المؤلف حوالي عام 900 هـ (1495 م)، وهو زمن يتسم بمرحلة انتقالية في التاريخ الإسلامي، حيث بدأت تظهر عدة تحديات سياسية، وثقافية، ودينية، أدت إلى تغييرات كبيرة في خريطة العالم الإسلامي.
اهتم الحميري بتوثيق أخبار الأقطار في عصره وما قبله، مسلطًا الضوء على القضايا السياسية والاجتماعية التي أثرت في هذه المناطق، ما جعل كتابه وثيقة هامة لفهم التحولات التي شهدها العالم الإسلامي في ذلك الوقت.

## منهجية الكتاب
يرتكز "الروض المعطار" على منهج الجمع بين الجغرافيا والتاريخ، مع إضافة طبقة سردية تتمثل في الحكايات والقصص التي تعطي الحيوية للوقائع التاريخية. قام الحميري بجمع معلوماته من مصادر متنوعة، معظمها من التراث العربي الإسلامي السابق، خاصة كتب الجغرافيا الكلاسيكية مثل الإدريسي والياقوت الحموي، إلى جانب بعض المصادر التاريخية والقصص الشعبية.
يُظهر الكتاب دقة في ترتيب المعلومات وتنظيمها حسب الحروف الأبجدية، ما يسهل الرجوع إليه واستخدامه كموسوعة مرجعية.

## المحتوى التفصيلي
يتضمن الكتاب العديد من المدخلات التي تخص مدنًا وأقاليمًا مختلفة، بعضها يحمل أهمية سياسية واقتصادية كبيرة، مثل مكة والمدينة ودمشق والقاهرة وفاس، وبعضها مدن وأقاليم أقل شهرة لكن ذات دلالة تاريخية أو ثقافية.
يقدم الحميري في وصفه تفاصيل دقيقة عن المواقع الجغرافية، وعلاقاتها السياسية، والأحداث التاريخية التي شهدتها، مع تضمين حكايات شعبية تعكس الحياة الاجتماعية والثقافية لتلك المناطق.
ومن أبرز المواضيع التي يتناولها الكتاب:
- وصف المناطق التي كانت خاضعة للسلطات الإسلامية في شمال إفريقيا والشرق الأوسط.
- سرد موجز لأحداث الفتح الإسلامي، وظهور الدول الإسلامية المختلفة.
- إبراز الدور الاقتصادي لبعض المدن مثل موانئ البحر المتوسط والبحر الأحمر.
- مناقشة بعض الحوادث التاريخية التي أثرت على شكل الخريطة السياسية، مثل الحروب والفتوحات.

## الأثر العلمي والثقافي
يعد "الروض المعطار" من المصادر القيمة لدراسة التاريخ والجغرافيا الإسلامية في القرون الوسطى، لما يحتويه من معلومات دقيقة ومفصلة تجمع بين الواقع الجغرافي والوقائع التاريخية. ويعتمد عليه كثير من الباحثين في إعادة بناء المشهد السياسي والاجتماعي للعالم الإسلامي القديم.
أصبح الكتاب مرجعًا ضروريًا خاصةً مع فقدان العديد من المصادر الأصلية التي اعتمد عليها الحميري، وهو ما يجعل إعادة طباعته وتحقيقه من قبل العلماء أمراً حيوياً لاستمرار البحث العلمي.

## الإصدارات والبحوث
صدر الكتاب بعدة طبعات، أبرزها الطبعة العلمية التي حققها إحسان عباس وليفي بروفنسال، والتي جاءت مصحوبة بدراسة مفصلة عن المؤلف والكتاب ومصادره. تتيح هذه الطبعة للباحثين الوصول إلى نص دقيق موثق، مما يرفع من قيمة الكتاب في الدراسات الأكاديمية.
كما تمت مناقشة "الروض المعطار" في عدة مؤتمرات وبحوث أكاديمية تناولت أهميته كمرجع جغرافي وتاريخي في العصور الوسطى الإسلامية.

## اقتباسات مختارة
- "إن 'الروض المعطار' هو حديقة غنية تعج بالأخبار والحكايات، تروي قصة الأرض وشعوبها عبر الزمن."
- "يقدم الحميري في هذا الكتاب صورة حية للمدن الإسلامية وعلاقاتها، مزيجًا من الجغرافيا والتاريخ والقصص الشعبية."
- "كتابٌ يعكس عمق الحضارة الإسلامية وإرثها الثقافي من خلال سرد موجز لكنه شامل لأقطار البلاد."

## وصلات داخلية
- محمد بن عبد المنعم الحميري
- نزهة المشتاق في اختراق الآفاق